# President electe del Brasil
President electe del Brasil és el títol usat per referir-se al candidat vencedor de les eleccions presidencials al Brasil, en el període comprès entre la divulgació dels resultats electorals i la seva presa de possessió. El primer President electe de forma directa en el Brasil va ser Prudente de Morais després de vèncer l'elecció presidencial de 1894, derrotant Afonso Pena.
Actualment quan un president és elegit en el Brasil, des de la conclusió de l'escrutini i fins a la seva presa de possessió, tots els informatius s'hi refereixen com a President electe. Si el president incumbent guanya la reelecció, es manté la seva consideració de President del Brasil.
Durant el període en què ocupa aquest títol, haurà de rebre el diploma del Tribunal Superior Electoral que oficialitza el resultat electoral i és una condició formal per a què pugui rebre la banda presidencial. De la mateixa manera, el nou Vicepresident del Brasil serà el Vicepresident electe fins a la presa de possessió del càrrec.

## Llista
| Ordre | President                 |
| ----- | ------------------------- |
| 1     | Prudente de Morais        |
| 2     | Campos Sales              |
| 3     | Rodrigues Alves           |
| 4     | Hermes da Fonseca         |
| 5     | Venceslau Brás            |
| 6     | Epitácio Pessoa           |
| 7     | Artur Bernardes           |
| 8     | Washington Luís           |
| 9     | Eurico Gaspar Dutra       |
| 10    | Getúlio Vargas            |
| 11    | Juscelino Kubitschek      |
| 12    | Jânio Quadros             |
| 13    | Fernando Collor           |
| 10    | Fernando Henrique Cardoso |
| 11    | Luiz Inácio Lula da Silva |
| 12    | Dilma Rousseff            |
| 13    | Jair Bolsonaro            |
| 14    | Luiz Inácio Lula da Silva |